# Henry David Thoreau
Henry David Thoreau (født 12. juli 1817, død 6. maj 1862) var amerikansk forfatter, naturelsker, transcendentalist, pacifist, skattenægter, etiker, abolitionist og filosof, fortaler for civil ulydighed som protest.
Han satte pris på simpel levevis i naturen, som beskrives i hans værk Walden – Livet i skovene.